# Российский союз туриндустрии
Российский союз туриндустрии (РСТ) — крупнейшее объединение туристической отрасли России, в состав которого входит более 3000 организаций турбизнеса: туроператоры, турагентства, гостиницы, санаторно-курортные учреждения, транспортные, страховые, консалтинговые, IT-компании, учебные заведения, средства массовой информации, общественные и иные организации в сфере туризма.
РСТ создан 25 июля 1993 г., до 2002 г. назывался «Российская ассоциация туристических агентств» (РАТА).
Задача объединения — создание в РФ цивилизованного туристического рынка и содействие развитию отечественной туриндустрии на федеральном и региональном уровнях.
В структуру РСТ входят:
- региональные отделения и представители в 62 субъекте РФ[2],
- 35 комитетов и комиссий[3],
- международные представители в 26 странах[4].

Кроме этого, в РСТ входят 19 профильных ассоциаций. 
Основные задачи РСТ – создание в стране цивилизованного туристского рынка и повышение конкурентоспособности национального туристского продукта услуг в сфере туризма. 
РСТ защищает коллективные интересы участников Союза и права обслуживаемых ими клиентов, участвует в работе по:
- совершенствованию нормативно-правовой базы в сфере туризма;
- противодействию монополизации туристского рынка;
- оперативному разрешению конфликтных ситуаций в сфере туризма;
- привлечению инвестиций для развития туристской инфраструктуры;
- совершенствованию системы подготовки кадров;
- созданию новых турпродуктов и продвижению новых туристских направлений;
- внедрению новых технологий.

РСТ - член Торгово-промышленной палаты РФ, Российского союза промышленников и предпринимателей и «Опоры России».